# Verrerie de Michel Robichon
Pour les articles homonymes, voir Robichon.
La verrerie de Michel Robichon est l'une des plus anciennes usines de verre en France, à Givors, dans la métropole de Lyon.
Le site a fermé en 2003 et l'usine a été détruite en totalité sauf la cheminée équipée d'un château d'eau.

## Histoire
En 1749, un arrêt royal pris à Marly le 10 mai par le conseil du Roi crée la Verrerie Royale de Givors, procurant ainsi le privilège de la fabrication du verre pour vingt ans à Givors et dix lieues alentour à plusieurs maîtres verriers originaires de Franche-Comté, Michel Robichon, de Miellin (Haute-Saône), Joseph Esnad, du Bief-d'Etoz (Doubs) ainsi que Jean Alliman (verrerie Saint-Nicolas à Rougemont-le-Château). Les Robichon étaient verriers installés en Alsace vers 1700, qui savaient ajouter des sels métalliques pour éviter la teinture du verre. Les familles Robichon et Alleman, ainsi que plusieurs autres familles qui étaient impliquées dans la production du verre, et qui ont migré à Givors en 1750 et dans les années qui suivirent, étaient souvent originaires de Suisse allemande et/ou du Sud-Ouest de l’Allemagne (actuel Land de Baden-Württemberg). On remarque d’ailleurs que les premières générations arrivées à Givors (Michael Rubischung, Johannes Alleman, Michael Weibel par exemple) signent en allemand et en « Kurrentschrift », une écriture propre aux territoires de langue allemande (les actuelles Allemagne, Suisse allemande, Autriche, Alsace, etc.).
Les familles Rubischung et Alleman venaient de la paroisse de Welschenrohr qui se trouve dans l’actuel canton de Soleure, le village a fusionné en 2021 avec Gänsbrunnen village voisin, où se situait la verrerie de Schafmatt au XVIIè siècle. On trouve les patronymes Rubischung et Alleman dans les paroisses de Welschenrohr et/ou Gänsbrunnen depuis la seconde moitié du XVIè siècle.Une grande mobilité, due à leur métier et à la nécessité de trouver une forêt et un cours d’eau pour la fabrication du verre et la fondation de la verrerie « Glashütte », caractérise ces familles verrières. Les générations précédentes nées vers 1650/1660 ont souvent fait des aller-retours entre le Nord-Ouest de la Suisse (canton de Soleure, évêché de Bâle), le Sundgau au Sud de l’Alsace (Ligsdorf, Ferrette), ou le Sud du Baden-Württemberg actuel (Sankt-Blasien, entre autres localités). Ainsi Christian Alleman qui passe de la Schafmatt (Welschenrohr/Gänsbrunnen) à la verrerie de Court où il est verrier en 1698 lors de son mariage à Délémont, puis à Ferrette (la verrerie de Ligsdorf dans le Sundgau) où il habite en 1699, puis doit retourner à la verrerie de Court sur les terres du Prince-Evêque de Bâle, on ignore jusqu’à aujourd’hui où et quand il est décédé. Jean Alliman / Johannes Alleman mentionné ci-avant est un de ses trois enfants, il a travaillé avec Michel Robichon / Michael Rubischung à Miellin puis à Givors dès 1750.
Cela explique que la famille Alleman (ou Allemann dans les registres de Rougemont-le-Château, plus tard Alliment puis enfin Allimand ou Allimant dont on retrouve une branche à Vienne puis Rives-sur-Fure, ou une autre à Rive-de-Gier et les environs), et la famille Rubischung (Robichon en terres francophones) soient passées par le Sud de l’Alsace (Rougemont-le-Château) puis Miellin, Plancher-les-Mines ou Servance en Franche-Comté, pour arriver à Givors en 1749/1750. Leur usine, à proximité des clients par voie d’eau, utilisait le sable et la soude du Rhône comme matière première, et le charbon de Rive-de-Gier comme combustible, grâce au four à charbon, rendant possible l'essor d'une production indépendante. La verrerie utilisait du charbon tout frais sorti des mines de Rive-de-Gier, à une journée à dos de mulet. L'usine consomme 150 bennes de charbon par jour, fait travailler 200 ouvriers et produit du verre plat à partir de 1755.
En 1780, la percée du Canal de Givors abaisse le coût d'approvisionnement en charbon. L'affaire est si florissante que Robichon fait venir Thomas Gresely en 1783 de Miellin, avec lequel il s’associe. En 1785, un lyonnais nommé Claudius construit une verrerie à Rive-de-Gier, et en 1788, les de Bolot s'associent aux Neuvesel, originaires de Plancher-les-Mines, pour construire des fours à Givors.
Les verriers représentent alors 13% de la population de Givors et conservent des liens avec leurs parents suisses et allemands. Les frères Richarme créent leur verrerie en 1826, suivis par les établissements Boichot, Teillard, Aroud, Chavat, Allimand et Hutter.
La Verrerie de Michel Robichon devient la Société Robichon et Eynard, et s'installe à Rive-de-Gier au début du XIXe siècle, reprenant notamment les fours Claudius puis la société Robichon frères et Cie. Cette dernière fut divisée en deux groupes, l'un restant à Rive-de-Gier, vendue en 1852 à Jackson, puis à la Compagnie générale de Verrerie de la Loire et du Rhône en 1853. L'autre repart à Givors. Tous deux possèdent un atelier de taille.
En 1853, dix-sept chefs d'établissement décident de se regrouper en une seule entité : La Compagnie Générale des Verreries de la Loire et du Rhône. L'achat un siècle plus tard de la cristallerie May par les successeurs, Jean-Baptiste Neuvesel et Jean-Baptiste Momain, permet de créer les "Nouvelles Verreries de Givors", ancêtre des Verreries BSN, futur leader français du verre.
En 1869, l'usine couvre 1 100 mètres carrés, y compris les logements des ouvriers, les magasins et entrepôts, et compte trois fours, pour produire tous les verres de bouteilles, plus une spécialité : les bonbonnes et dames-jeannes, des bouteilles d'une contenance de 20 à 50 litres.
En 1878, la verrerie s’étend et achète une verrerie à topettes appartenant aux frères Crines, située à proximité.
En 1900, Fleury Neuvesel succède à son père Jean-Baptiste. En 1905, Marie, la fille de Fleury, épouse Eugène Souchon, ingénieur dans l’entreprise.
En 1907, Eugène Souchon prend la tête de la verrerie et lui donne un nouvel essor, de nombreux accords sont passées avec des sociétés d’eau minérales : Vittel, Evian, Vals.
En 1921, la production se mécanise totalement avec les machines O’Neill et Lynch et les feeders Rankin.
Ente 1939 et 1945, l’usine est plusieurs fois bombardée par l’aviation alliée.
En 1966, c’est la fusion de VSN (verre creux) et des glaces de Boussois (verre plat), naissance de la société BSN « Boussois Souchon Neuvesel » présidée par Antoine Riboud.
Fin des annees 70, BSN renforce ses activités verre plat au niveau européen et entame une stratégie de diversification dans l’alimentaire : Kronenbourg, Évian (eau minérale), etc. Cela aboutit en 1973, à la fusion de BSN et de Gervais Danone : l’activité de verre plat est abandonnée au profit de l’alimentaire et le nom de la verrerie "BSN" devient « Groupe Danone ». La même année, la société annonce une fermeture programmée de l'usine prévue pour la fin 2002, à cette date 300 personnes travaillent à la verrerie.
La société BSN-Glasspack du site de Givors fermera entre le 15 janvier 2003 (fermeture technique) et juin 2003 (fermeture administrative).

## Patrimoine
Malgré la destruction de l'ensemble des bâtiments de la verrerie en 2006, la cheminée est conservée.
Celle-ci témoigne des diverses évolutions techniques qu'elle a subies, notamment par l'utilisation de différents matériaux tels que le mâchefer, le béton armé, ou encore les briques.
La cheminée est de forme conique et mesure 51,65 mètres de hauteur pour un diamètre de 4,5 mètres. En 1929 lui est ajouté un château d'eau de 200 mètres cubes à 16 mètres du sol, ce qui la rend atypique dans le paysage.
La cheminée est inscrit au titre des monuments historiques par arrêté du 1er octobre 2021.

## Sources
1. 1 2  « Verrerie Nouvelles de Givors puis verrerie Souchon-Neuvesel puis verrerie Boussois-Souchon-Neuvesel (BSN) puis BSN-VMC (Verreries Mécaniques Champenoises) actuellement BSN Glasspack », sur La Région Auvergne Rhône-Alpes, 2008 (consulté le 8 mars 2018)
2. 1 2  "GIVORS la capitale du verre en 1800", site de la famille David
3. 1 2  "PAYS DU GIER   HISTOIRE DES METIERS DU VERRE"
4. ↑  Guy-Jean MICHEL, Verriers et verreries en Franche-Comté au XVIIIe siècle - Thèse de doctorat d'Etat., Erti Editeur, 1989, 715 p. (ISBN 978-2-903524-36-4), Tome II pages 383-388.
5. 1 2  (de) Alexander Roth et Walter Schaffner, « Glasmacher aus Böhmen an den Glashütten von Gänsbrunnen und La Heutte im Schweizer Jura - nebst weiteren neuen Erkenntnissen zu beiden Glashütten » [PDF], 31 janvier 2014 (consulté le 17 septembre 2024)
6. ↑  Guy-Jean MICHEL, Verriers et verreries en Franche-Comté au XVIIIe siècle - Thèse de doctorat d'Etat., 1989, 715 p. (ISBN 978-2-903524-36-4), Tome I  pages 45-46
7. 1 2  Guy-Jean MICHEL, Verriers et verreries en Franche-Comté au XVIIIè siècle, Tome II, ERTI Editeur, 1989, Tome I et Tome II : 715 pages (ISBN 2-903524-37 8), page 387.
8. 1 2  "Les verriers de Givors au XVIIIe siècle. Les origines d'une population ouvrière spécialisée", par Maurice Garden, dans les Annales de démographie historique 1973
9. ↑  « Patrimoine givordin », sur Ville de Givors (consulté le 8 mars 2018)
10. ↑  « Cheminée de l’ancienne verrerie BSN-VMC puis BSN Glasspack », notice no PA69000078, sur la plateforme ouverte du patrimoine, base Mérimée, ministère français de la Culture